# David C. Novak
David Charles Novak (Beeville, 30 ottobre 1952) è un imprenditore, scrittore e filantropo statunitense.
È il fondatore e amministratore delegato della David Novak Leadership e co-fondatore ed ex amministratore delegato di YUM! Brands Inc.

## Biografia
Novak è figlio di un geometra che lavorava per il governo. Il lavoro di suo padre lo ha portato a trasferimenti continui, circa ogni tre mesi. Quando Novak aveva 12 anni aveva vissuto in 32 parcheggi per roulotte in 23 stati. Novak afferma che le esperienze dell'infanzia "nomade" gli hanno insegnato come essere un leader migliore e lo hanno aiutato ad avere successo.
Ha conseguito una laurea in giornalismo con una specializzazione in pubblicità presso l'Università del Missouri ed è stato membro della confraternita Delta Upsilon.

## Carriera
Novak è fondatore e CEO della David Novak Leadership, un'azienda detentrice di un metodo di sviluppo della leadership e che insegna ad acquisire queste competenze attraverso una piattaforma di formazione online, podcast, blog e video.
Novak è il co-fondatore di Yum! Brands Inc., di cui è stato amministratore delegato dal 1999 al 1º gennaio 2006 e poi presidente. Durante il suo mandato la società ha raddoppiato il numero di ristoranti portandolo a 41.000, la capitalizzazione di mercato è cresciuta fino a quasi 32 miliardi di dollari da poco meno di 4 miliardi di dollari ed è stata leader del settore in termini di ritorno sul capitale investito.
Novak è stato presidente di KFC e Pizza Hut e ha ricoperto posizioni dirigenziali presso la Pepsi-Cola Company, tra cui direttore operativo e vicepresidente esecutivo del marketing e delle vendite.
Il suo primo lavoro però fu quello di copywriter pubblicitario presso l'agenzia pubblicitaria Ketchum.
A Novak è inoltre attribuita l'invenzione della Crystal Pepsi, una cola trasparente introdotta nel 1992. Sebbene non abbia avuto successo sul mercato, Novak ha dichiarato di aver imparato una lezione preziosa da quel fallimento; anche se ogni progetto aveva degli oppositori che gli dicevano che qualcosa non poteva essere fatto, "a volte gli oppositori hanno ragione."
La passione di Novak è rimasta sempre quella di rendere il mondo un posto migliore sviluppando leader di tutte le età attraverso la David Novak Leadership, la Lift-a-Life Foundation appartenente alla sua famiglia, Lead4Change, Global Game Changers e The Novak Leadership Institute presso l'Università del Missouri, creato grazie ad una donazione di 21,6 milioni di dollari alla Scuola di giornalismo dell'Università. Lead4Change è il più grande programma di servizi alla leadership finanziato privatamente presente nelle scuole medie e superiori.
È stato nominato amministratore delegato dell'anno 2012 dalla rivista Chief Executive.
Novak è autore di tre libri sulla leadership, tra cui il bestseller del New York Times Taking People With You, The Only Way to Achieve Big Things, O Great One!, A little Story About the Awesome Power of Recognition e The Education of an Accidental CEO, Lessons Learned from the Trailer Park to the Corner Office.
Nel giugno 2022 Novak è stato presentato come membro di un gruppo che ha acquistato il Valhalla Golf Club di Louisville dalla PGA of America.

## Premi e riconoscimenti
In qualità di membro del senior management ha ricevuto numerosi premi prestigiosi. È stato riconosciuto dalla rivista Chief Executive Magazine come "amministratore delegato dell'anno 2012", uno dei "30 migliori amministratori delegati" del mondo da Barron's, uno dei "Top People in Business" da Fortune e uno dei "100 amministratori delegati con le migliori prestazioni in il mondo" da Harvard Business Review. Ha ricevuto l'Horatio Alger Award 2015 per il suo impegno nella filantropia e nell'istruzione superiore ed è diventato membro a vita della Horatio Alger Association of Distinguished Americans.

## Opere
- Novak, David C., The Education of an Accidental CEO, Crown Business, 2007, ISBN 978-0307393692.
- Novak, David C., Taking People with You, Portfolio Hardcover, 2012, ISBN 978-1591845911.
- Novak, David C., O Great One! A Little Story About the Power of Recognition, Portfolio Hardcover, 2016, ISBN 0399562060.